# Liste Südtiroler Schriftsteller
Zu den Schriftstellern der Südtiroler Literatur werden gemeinhin u. a. gezählt:
- Alessandro Banda (* 1963)
- Margret Bergmann (* 1940)
- Rut Bernardi (* 1962)
- Carl Dallago (1869–1949)
- Luca D’Andrea (* 1979)
- Oswald Egger (* 1963)
- Georg Engl (1951–2011)
- Johannes Ulrich von Federspill (1739–1794)
- Paul Flora (1922–2009)
- Helene Flöss (* 1954)
- Bettina Galvagni (* 1976)
- Armin Gatterer (* 1959)
- Claus Gatterer (1924–1984)
- Lilli Gruber (* 1957)
- Sabine Gruber (* 1963)
- Hans von Hoffensthal (1877–1914)
- Norbert Conrad Kaser (1947–1978)
- Bruno Klammer (* 1938)
- Gerhard Kofler (1949–2005)
- Lenz Koppelstätter (* 1982)
- Elisabeth Kraushaar-Baldauf (1915–2002)
- Kurt Lanthaler (* 1960)
- Selma Mahlknecht (* 1979)
- Sepp Mall (* 1955)
- Blasius Marsoner (1924–1991)
- Adele Moroder (1887–1966)
- Hubert Mumelter (1896–1981)
- Joseph Georg Oberkofler (1889–1962)
- Maxi Obexer (* 1970)
- Hans Perting (* 1963)
- Anita Pichler (1948–1997)
- Anne Marie Pircher (* 1964)
- Josef Rampold (1925–2007)
- Tanja Raich (* 1986)
- Reimmichl (1867–1953)
- Gerhard Riedmann (1933–2003)
- Iaco Rigo (* 1968)
- Herbert Rosendorfer (1934–2012)
- Maria Veronika Rubatscher (1900–1987)
- Kristian Sotriffer (1932–2002)
- Luis Stefan Stecher (* 1937)
- Max Tosi (1913–1988)
- Maria Luise Thurmair (1912–2005)
- Luis Trenker (1892–1990)
- Albert von Trentini (1878–1933)
- Franz Tumler (1912–1998)
- Franz von Unterrichter (1775–1867)
- Paolo Valente (* 1966)
- Josef Wenter (1880–1947)
- Karl Felix Wolff (1879–1966)
- Luis Zagler (* 1954)
- Joseph Zoderer (1935–2022)